# Bendlerblock
Le Bendlerblock (en allemand: /ˈbɛndlɐˌblɔk/, ? Écouter [Fiche]) est un complexe de bâtiments de Berlin, situé dans la Stauffenbergstrasse (Bendlerstrasse avant 1965), dans le quartier de Tiergarten. Utilisé par plusieurs institutions militaires à partir de 1914, il est aujourd'hui occupé par le siège secondaire du ministère fédéral de la Défense, dont le siège principal est Bonn.
Durant le Troisième Reich, l'Oberkommando des Heeres (OKH) se situait ici. Dans cette période, le Bendlerblock a été un centre de la résistance allemande au nazisme, autour du Generaloberst Ludwig Beck, du General Friedrich Olbricht et du colonel Claus von Stauffenberg. Le mémorial de la Résistance allemande est dédié aux membres du réseau de l'attentat du 20 juillet 1944.

## Origine du nom
Le complexe tire son nom de la rue sur laquelle il était situé originellement, la Bendlerstrasse, qui sera renommée Stauffenbergstrasse en 1965, en hommage au colonel Claus von Stauffenberg. Elle fut nommée Bendler, de 1837 à 1965, d’après Johann Christhoph Bendler (1789-1873), qui fut chef architecte et membre du conseil de la ville de Berlin. En effet, ce dernier acheta de larges parcelles de terrain dans ce secteur, le sud du Großer Tiergarten, pour le dynamiser, du fait qu’il devait accueillir nombre d’ambassades internationales.

## Histoire

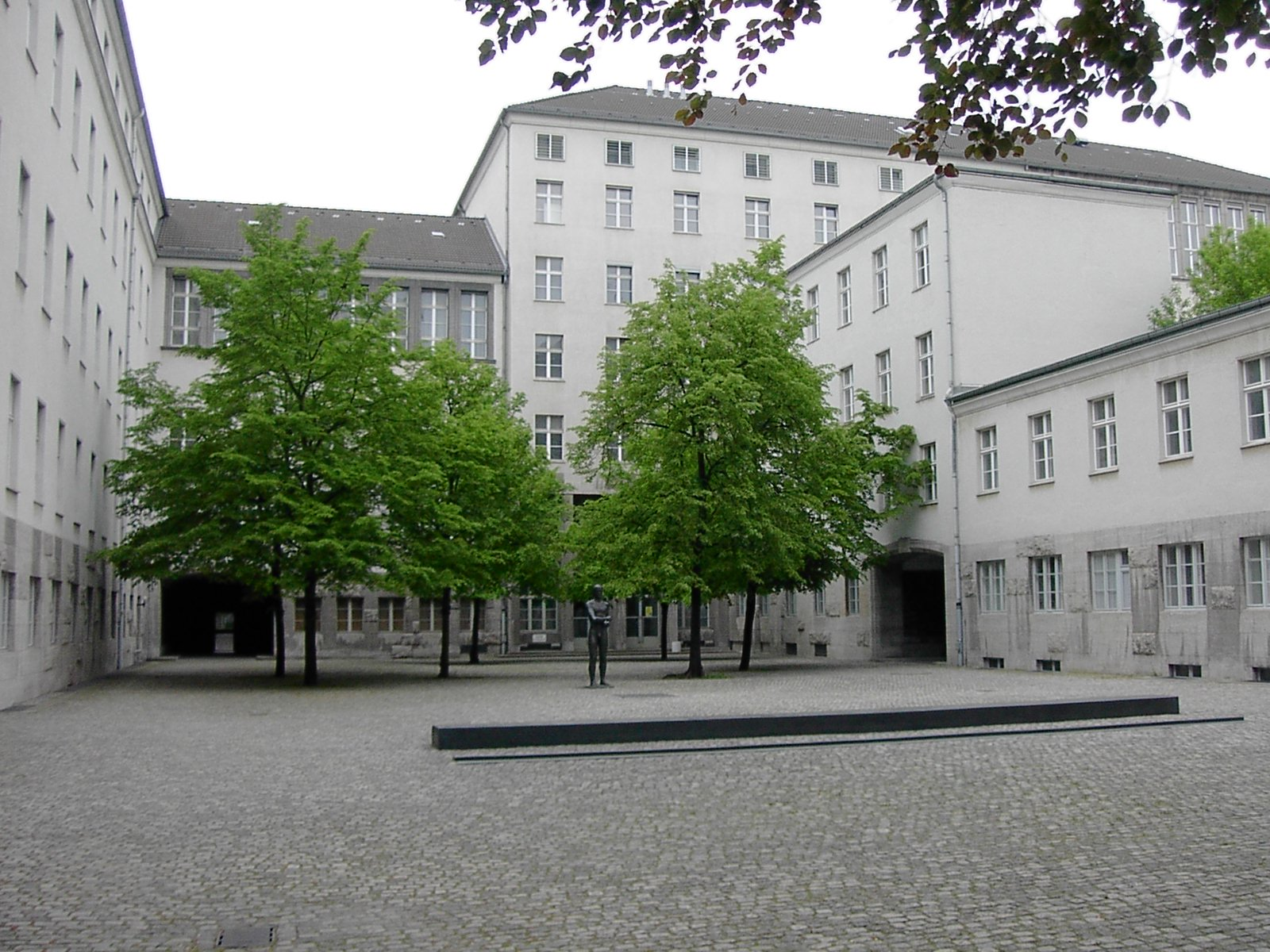
Cour centrale du Bendlerblock.

Le bâtiment a été érigé entre 1911 et 1914 pour le Commandement suprême de la Marine impériale (Kaiserliche Marine) incluant l'Office du Reich à la Marine, qui a transféra son siège de la Leipziger Platz n°13. L'édifice principal au bord du Landwehrkanal fut construite en style néo-classique et néo-baroque; il était la résidence officielle du Chef de la Marine, le Großadmiral Alfred von Tirpitz. 

### République de Weimar
Après la Première Guerre mondiale, les règles du traité de Versailles en 1919 demandent au gouvernement de la république de Weimar une réduction radicale des forces armées. Le Bendlerblock devient la résidence officielle du ministre de la Défense, Gustav Noske et du Haut Commandement de la Reichswehr sous le général Walther Reinhardt. En outre, il servit de siège au commandement de la Reichsmarine. À l'occasion d'une réunion bilatérale avec le ministre en mars 1920, pendant le putsch de Kapp, le successeur du général Reinhardt, Hans von Seeckt, refuse de tirer sur les insurgés (« La Reichswehr ne tire pas sur la Reichswehr »). 

### IIIe Reich

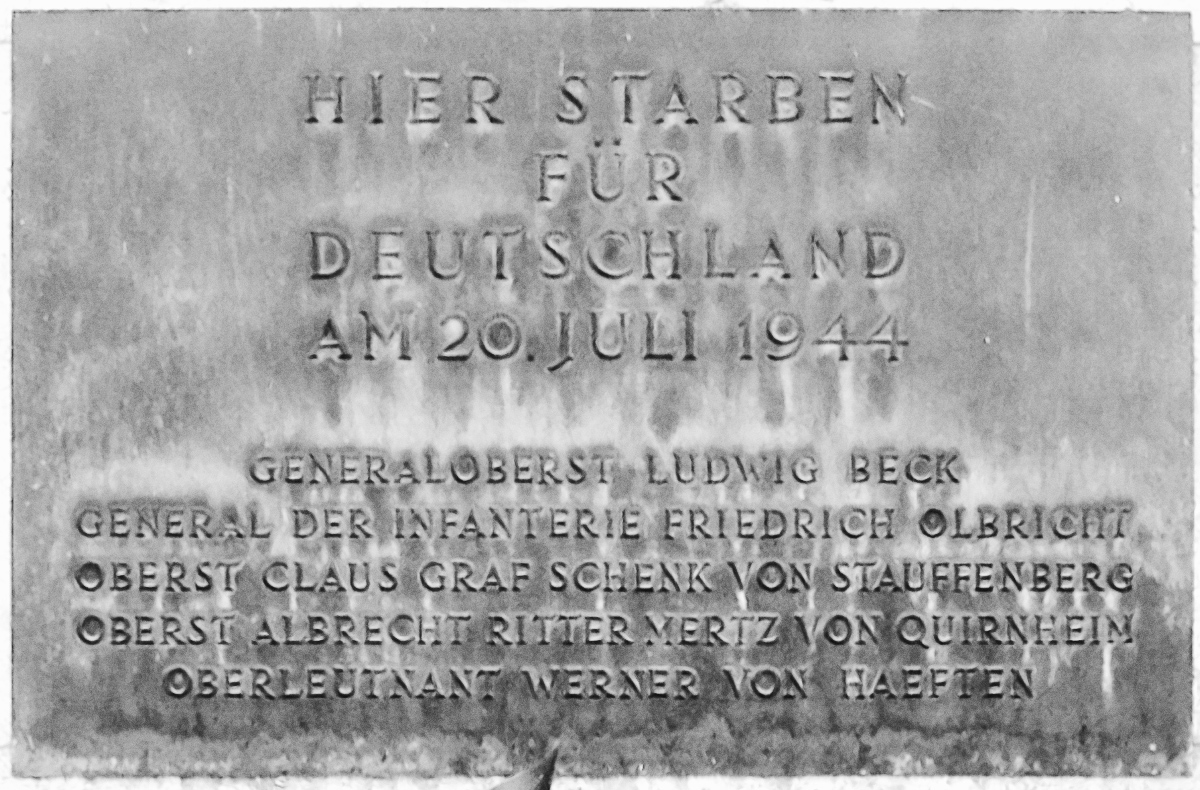
Plaque gravée en mémoire des 5 principaux conspirateurs du complot du 20 juillet 1944 contre Hitler, exécutés le jour-même de l’attentat, en cet endroit.

Après la nomination de Hitler à la chancellerie, le 30 janvier 1933, un discours d'Hitler devant les généraux au Bendlerblock quatre jours plus tard provoquera des tensions considérables entre les dirigeants militaires. En signe de protestation contre le ministre Werner von Blomberg, le commandant en chef de l'armée Kurt von Hammerstein a donné sa démission en décembre. 
À partir du milieu des années 1930, des travaux ont lieu pour édifier des annexes au bâtiment originel le long de la Bendlerstrasse, selon les plans de Wilhelm Kreis dans l’optique de la nouvelle capitale du Reich voulu par Hitler, Germania.
Dès 1938, le Bendlerblock agrandi, accueille à nouveau l'Oberkommando der Marine ainsi que l’OKW Abwehr. Le bâtiment principal était occupé par le bureau central de l’Oberkommando des Heeres (OKH), sous le commandement du général Friedrich Fromm, puis du général Friedrich Olbricht à partir de 1940. Il accueillait aussi le siège du commandant en chef de la Wehrmacht, auquel fut nommée en 1938, le général Walther von Brauchitsch après l’Affaire Blomberg-Fritsch. Dès l’invasion de la Russie en 1941, Hitler reprendra seul le commandement.
Le Bendlerblock est un important lieu de mémoire puisqu'il a servi de cadre au complot ayant planifié l'attentat du 20 juillet 1944 contre Hitler, dont les principaux conjurés ont été fusillés dans la cour. Il abrite dans son aile est le mémorial de la Résistance allemande.

### Après guerre
Dans les derniers jours de la Seconde Guerre mondiale, le bâtiment a été occupé par l'Armée rouge le 2 mai 1945. Après le Hauptstadtbeschluss du Bundestag, le ministère fédéral de la Défense a conservé son siège principal à Bonn, tout en ouvrant un bureau secondaire dans le Bendlerblock le 2 septembre 1993.